# منتخب تركمانستان لكرة القدم للسيدات
منتخب تركمانستان لكرة القدم للسيدات  هو ممثل تركمانستان الرسمي في المنافسات الدولية في كرة القدم للسيدات
، يديريه اتحاد تركمانستان لكرة القدم.